# 布季謝 (科韋利區)
51°9′56″N 24°45′18″E / 51.16556°N 24.75500°E
布季謝（烏克蘭語：Будище），是烏克蘭的村落，位於該國西部沃倫州，由科韋利區負責管轄，始建於1583年，面積475平方公里，海拔高度174米，2001年人口120，人口密度每平方公里0.25人。